# Prćilovica
Prćilovica (Serbisch: Прћиловица) ist ein Dorf in der Gemeinde Aleksinac, Serbien im Bezirk Nišava in Serbien. Das Dorf liegt im Aleksinac-Becken am linken Ufer des Flusses Südmorava. Laut der Volkszählung von 2002 hat das Dorf eine Bevölkerung von 2410 Menschen.

## Etymologie
Der Name Prćilovica leitet sich vom Wort „prćija“ ab, was Mitgift bedeutet, und wird aufgrund seines ungewöhnlichen Klangs oft zum Gegenstand von Scherzen. Einer lokalen Legende zufolge wurde das Dorf nach einem serbischen Hirten benannt, der, während er seine Herde für einen türkischen Pascha hütete, dessen Tochter heiratete. Der Begriff „prći“ oder „prćija“ bezieht sich auf eine Mitgift und bringt den Namen des Dorfes mit dieser Tradition in Verbindung.

## Geschichte
Prćilovica hat einen reichen historischen Hintergrund. Unterhalb des Dorfes gibt es unterirdische Tunnel, die vermutlich aus der Römerzeit stammen. Es wird angenommen, dass es sich bei diesen Tunneln um Überreste der antiken Stadt „Presidium Pompei“ handelt, obwohl sie noch nicht vollständig erforscht sind.
Das Dorf beherbergt eine der ältesten Grundschulen Serbiens, die ursprünglich 1864 erbaut wurde. Während des Ersten Serbisch-Osmanischen Krieges (1876–77) diente die Schule zusammen mit russischen Freiwilligen, darunter Oberst, als Hauptquartier der serbischen Armee Rajevski, besser bekannt als Wronski aus Lew Tolstois Roman Anna Karenina. Rajevski-Vronsky war in dieser Zeit mehrere Monate in der Schule in Prćilovica stationiert.
Mitte des 20. Jahrhunderts befand sich im Dorf eine Berufsschule namens „Učenik u privredi“ (Schüler in der Industrie), die Tausende von Schülern aus der Region Niš in verschiedenen Berufen ausbildete.
Zu den bemerkenswerten Persönlichkeiten aus Prćilovica zählen der serbische Geologe und Akademiker Svetolik Radovanović (1863–1928) und die Schauspielerin Branka Mitić. Das Dorf war auch der Geburtsort von Mike Milošević, einem prominenten Mitglied der serbischen Gemeinschaft in Südafrika und Direktor des berühmten Hotels „Montecasino“ in Johannesburg.

## Demographie
Nach der letzten Volkszählung hat Prćilovica 1870 erwachsene Einwohner mit einem Durchschnittsalter von 37,3 Jahren (36,3 für Männer und 38,2 für Frauen). Im Dorf gibt es 698 Haushalte mit durchschnittlich 3,45 Mitgliedern pro Haushalt. Zusammen mit den nahe gelegenen Vorstadtsiedlungen Žitkovac und Moravac bildet es mit einer Gesamtbevölkerung von rund 7000 Menschen eines der größten Bevölkerungszentren in der Region Aleksinac.